# Ольга Зіглер
Ольга Зіглер (нім. Olga Segler, 31 липня 1881 — 26 вересня 1961) — німецька жінка, яка померла внаслідок перетину Берлінського муру.
За даними Центру сучасної історії, Зіглер була однією з перших жертв Берлінського муру та найстаршою жертвою: на момент смерті їй було 80 років. Крім того, Зіглер була однією з восьми жінок серед загальної кількості щонайменше 140 жертв, які загинули біля муру або померли внаслідок його перетину.

## Біографія
Ольга Зіглер народилася 31 липня 1881 року у містечку Пришт (нині належить Україні), в етнічній німецькій родині. Інших офіційних документів, що містять інформацію про її життя, не існує. У 1961 році, у віці 80 років, вона жила в Берліні у будинку за адресою Бернауер-штрассе, 34, на другому поверсі. Сама будівля розташовувалася в районі Мітте у Східному Берліні (НДР), але знаходилася на кордоні, і тротуар та вулиця, що прилягають до будівлі, належали до району Веддинг у Західному Берліні (ФРН). Дочка Зіглер жила у Веддингу.
13 серпня 1961 року Східна Німеччина без попередження розпочала будівництво Берлінського муру, закривши кордон між Мітте та Веддингом і розділивши Зіглер з дочкою. Мешканці Бернауер-штрассе перебували під постійним наглядом східнонімецької влади, будівлі вздовж вулиці були забарикадовані, а їхні коридори патрулювали вартові.

## Загибель
24 вересня 1961 року, трохи більше ніж через місяць, влада Східної Німеччини розпочала примусову евакуацію з будинків на Бернауер-штрассе. Люди з боку Західного Берліна очікували, що мешканці цих будинків спробують втекти та вишикувалися вздовж вулиці, включаючи дочку Зіглер. Наступного дня Зіглер стрибнула з вікна у рятувальний тент, який підготували пожежники Західного Берліна. Однак в результаті стрибка вона отримала травму спини та була доставлена машиною швидкої допомоги до лікарні. Того ж дня Зіглер померла від серцевого нападу, спричиненого надмірним стресом від стрибка. Її поховали на міському кладовищі в районі Райнікендорфі.

## Пам'ять
У 1962 році біля Бернауер-штрассе, 34, було встановлено меморіал на згадку про смерть Зіглер. У вересні 1982 року районне управління Веддингу встановило меморіальний камінь поруч зі Свінемюндер-штрассе на згадку про Ольгу Зіглер та інших жертв Берлінського муру, які загинули на Бернауерштрассе (це Іда Зікманн, Ганс-Дітер Веса, Рудольф Урбан, Бернд Люнзер, Ернст Мундт, Отфрід Рек, Дітмар Шульц, а також Дітер Брандес та Міхаель-Горст Шмідт, особи яких станом на 1982 рік ще не були з'ясовані. Районне управління Веддингу також встановило меморіальну дошку Ользі Зіглер перед місцем, де колись знаходився її будинок на Бернауер-штрассе, 34.